# Communauté de communes des Sources de la Tille
La communauté de communes des Sources de la Tille était une communauté de communes française, située dans le département de la Côte-d'Or et la région Bourgogne-Franche-Comté.

## Histoire
La communauté de communes des Sources de la Tille avait été fondée le 1er janvier 2009.
Elle était présidée par Jean-Marie Mugner, maire de Busserotte-et-Montenaille.
Elle a été dissoute le 31 décembre 2016 pour fusionner avec la communauté de communes du canton de Selongey et former la communauté de communes Tille et Venelle.

## Composition
| Nom                                 | Code Insee | Gentilé    | Superficie (km2) | Population (dernière pop. légale) | Densité (hab./km2) |
| ----------------------------------- | ---------- | ---------- | ---------------- | --------------------------------- | ------------------ |
| Grancey-le-Château-Neuvelle (siège) | 21304      |            | 27,55            | 257 (2014)                        | 9,3                |
| Avot                                | 21041      |            | 21,67            | 176 (2014)                        | 8,1                |
| Barjon                              | 21049      | Barjonais  | 4,57             | 33 (2014)                         | 7,2                |
| Busserotte-et-Montenaille           | 21118      |            | 6,56             | 31 (2014)                         | 4,7                |
| Bussières                           | 21119      | Buxenois   | 6,31             | 40 (2014)                         | 6,3                |
| Courlon                             | 21207      | Courlonais | 9,86             | 80 (2014)                         | 8,1                |
| Cussey-les-Forges                   | 21220      |            | 23,32            | 131 (2014)                        | 5,6                |
| Fraignot-et-Vesvrotte               | 21283      |            | 11,73            | 57 (2014)                         | 4,9                |
| Le Meix                             | 21400      |            | 10,61            | 52 (2014)                         | 4,9                |
| Salives                             | 21579      |            | 47,85            | 222 (2014)                        | 4,6                |